# Joan Parramón Fornos
Joan Parramón Fornos (Barcelona, 1951) es un pintor abstracto barcelonés con ascendencia de Mequinenza (Zaragoza). Actualmente tiene su taller artístico en el espacio Nauart de Barcelona y ha realizado numerosas exposiciones tanto a nivel local y nacional como internacional.

## Formación
Su educación artística desde 1980 a 1984 fue en el taller-escuela de Gonzalo Beltrán, artista sevillano afincado en Barcelona que poco después se convertiría en catedrático de dibujo en la Escuela de la Lonja. Durante esta etapa Parramón trabaja intesamente el dibujo del natural y la pintura al óleo.

## Trayectoria
Poco después empieza a realizar exposiciones individuales y colectivas en diferentes centros cívicos, librerías y espacios culturales que le conducen a sus primeras exposiciones importantes. En diciembre de 2009 inaugura su muestra "Fluir como el agua" en la red03 Art Gallery de Barcelona a la que le acompañaran otras exposiciones colectivas en la Galeria PASPARTU o la Sala Llotja de Reus (Tarragona).
En 2012, sus obras viajan a Nueva York con la muestra conjunta "From Barcelona to New York" comisariada por la Montserrat Gallery. En los años siguientes, Parramón desarrolla diversos talleres abiertos en el barrio de Gracia de Barcelona con la Galería Untitled y sus obras viajan a nivel internacional, desde la Feria Internacional de Arte Kolner Liste de Colonia (Alemania) a la Galería Elzevir de París (Francia) pasando también por la exposición individual "Diálogo de partículas" en el Auditorio Barradas de Hospitalet de Llobrega. Durante los años 2012, 2014 y 2015 participa en el proyecto neoyorkino "Annual Postacards from the Edge". A partir de este momento instala su taller en Nauart Espacio de Creación y participa en diversas exposiciones como "Barcelona Abstracció" o una muestra de sus abstracciones en el Gran Hotel París de Figueras (Gerona).
A partir de 2016, Parramón se centra en sus exposiciones temporales como "Buscando la forma del universo" que puede verse en Relacionarte Galería de Arte y Convento de San Salvador de Horta de San Juan (Tarragona) y participa en proyectos colectivos como "Melodies de Barcelona" de la Blue Project Foundation. Organiza y participa en octubre de 2016 en "Migracions" del Centre Civic Barceloneta así como en la BCN INT'L ART FAIR en el Museo Marítimo de Barcelona. 2017 se convierte en un año prolífico para Paramón con la creación de obras de gran formato para Fabricarte 4 - Festival de Música de Barcelona, la participación en la V Biennal de Arte de Corbera de Ebro dedicada a los Derechos Humanos, la participación en la Berlin Kunst 2017 junto a Fatamorgana Gallery o la exposición individual "Es por el paradigma que estoy aquí" que puede verse en la Casa del Libro de Barcelona. Fruto de esta exposición, Parramón presenta en 2018 el libro ilustrado por el mismo que llevará el mismo título que la exposición, "Es por el paradigma que estoy aquí".
En 2018, sus exposiciones continúan en la Biblioteca Mercè Rodoreda, dentro del 9º Festival Cinespañol de Périgueux en Francia con una recopilación de sus obras esenciales, y en Mas Pi Art de Verges (Gerona) con una nueva exposición "Macrocosmos&Microcosmos". Durante este mismo año también expone en diferentes exposiciones colectivas bajo el amparo de la Fundación Matilde Tamayo que llevan sus obras a viajar por el Museo de Arte Contemporáneo de Sasamón en Burgos o el Atelier Pilar Güell de Barcelona. En 2019, seleccionado para el Premio Pop Stram de la Fundación Mailde Tamayo y realiza su primera exposición individual en el Atelier Pilar Güell de Barcelona bajo el título "Macrocosmos&Microcosmos". En octubre del mismo año, viaja a Mequinenza (Zaragoza) donde le unen vínculos familiares y recuerdos de juventud para exponer nuevamente "Macrocosmos&Microcosmos" y realizar diferentes talleres e intervenciones artísticas en los Museos de Mequinenza. El mismo año es seleccionado en el Premio AGBAR "Ciudad de Barcelona" organizado por el Real Círculo Artístico de Barcelona.
Su obra es propiedad de diversos coleccionistas de arte particulares en España, Alemania, Francia, Colombia, Corea del Sur, Holanda, Italia, China, Suiza, Estados Unidos o Brasil.

## Obras
Parramón explota los caminos del universo infinito a través de sus partículas, sus luces, sus formas y hasta sus emociones a través del color y la materia. En sus obras se pueden observar explosiones de pinceladas de luz y color, pura vida emocional y talento artístico que llevan al espectador a reflexionar sobre la composición de la materia, el origen y el final de la vida en exposiciones como "Es por el paradigma que estoy aquí" o "Macrocosmos&Microcosmos". Cada obra de estas exposiciones "surge como un intento de plasmar el color y las sensaciones de diferentes materiales y momentos para que el espectador se irradie de la energía de la tela".